# Rashad McCants
Rashad Dion McCants (Asheville, 25 settembre 1984) è un ex cestista statunitense.
È il fratello di Rashanda McCants.

## Carriera

### High school
Comincia gli studi alla scuola della sua città natale, prima di cambiare, andando alla New Hampton School, nello Stato del New Hampshire. Guida la sua scuola a vincere il titolo statale nel 2002, divenendo poi anche Most Valuable Player della finale.
Nominato giocatore dell'anno del New Hampshire nel 2001 e nel 2002, prende parte al McDonald's All-American Game, partita giocata dai migliori giocatori selezionati nelle varie High School del paese, così come i suoi futuri compagni di Università Sean May e Raymond Felton.

### College
Frequenta l'Università della Carolina del Nord, entrando anche nella squadra di pallacanestro dell'università, i Tar Heels, in cui rimane dal 2002 al 2005. Al suo secondo anno, risulta il più votato tra i componenti del miglior quintetto della Atlantic Coast Conference; nel 2005, grazie anche al suo apporto, i North Carolina Tar Heels raggiungono la vittoria della Final Four della NCAA. Poco dopo la vittoria del titolo, si dichiara eleggibile per il Draft NBA 2005.

### NBA
Al Draft NBA 2005, Rashad McCants è la 14ª scelta assoluta, per opera dei Minnesota Timberwolves, giusto una posizione in meno rispetto al compagno di Università Sean May. Dopo una positiva prima stagione, la seconda è abbastanza difficile, visto l'alto numero di infortuni occorsigli, mentre la stagione 2007-2008 è molto più positiva: entra a far parte in pianta stabile del quintetto base, salvo poi essere preferito come sesto uomo, le sue statistiche diventano molto positive, stabilendo anche career highs, 34 punti, 8 rimbalzi, 6 assist, 4 rubate.

### Dopo la NBA
Terminate alcune parentesi in D-League e a Porto Rico, nell'estate 2012 firma con i francesi dello Strasburgo dove però non supera le visite mediche. Viene poi ingaggiato dai Foshan Dralions, squadra della massima serie cinese. La sua carriera prosegue successivamente tra D-League, Brasile, Libano, Venezuela, Repubblica Dominicana e nuovamente Libano.

## Statistiche

### College
| Anno      | Squadra             | PG | PT | MP   | TC%  | 3P%  | TL%  | RP  | AP  | PRP | SP  | PP   |
| --------- | ------------------- | -- | -- | ---- | ---- | ---- | ---- | --- | --- | --- | --- | ---- |
| 2002-2003 | N. Carol. Tar Heels | 35 | 31 | 29,9 | 49,1 | 41,4 | 69,7 | 4,6 | 1,5 | 1,4 | 0,5 | 17,0 |
| 2003-2004 | N. Carol. Tar Heels | 30 | 29 | 32,0 | 47,9 | 40,8 | 74,8 | 4,6 | 2,2 | 1,8 | 0,7 | 20,0 |
| 2004-2005 | N. Carol. Tar Heels | 33 | 30 | 25,9 | 48,9 | 42,3 | 72,2 | 3,0 | 2,7 | 1,3 | 0,7 | 16,0 |
| Carriera  | Carriera            | 98 | 90 | 29,2 | 48,6 | 41,5 | 72,1 | 4,1 | 2,1 | 1,5 | 0,6 | 17,6 |

### NBA

#### Regular Season
| Anno      | Squadra            | PG  | PT | MP   | TC%  | 3P%  | TL%  | RP  | AP  | PRP | SP  | PP   |
| --------- | ------------------ | --- | -- | ---- | ---- | ---- | ---- | --- | --- | --- | --- | ---- |
| 2005-2006 | Minnesota T'wolves | 79  | 12 | 17,2 | 45,0 | 37,2 | 73,6 | 1,8 | 0,8 | 0,6 | 0,3 | 7,9  |
| 2006-2007 | Minnesota T'wolves | 37  | 0  | 15,0 | 35,0 | 26,7 | 69,0 | 1,3 | 1,0 | 0,7 | 0,2 | 5,0  |
| 2007-2008 | Minnesota T'wolves | 75  | 24 | 26,9 | 45,3 | 40,7 | 74,8 | 2,7 | 2,2 | 0,9 | 0,2 | 14,9 |
| 2008-2009 | Minnesota T'wolves | 34  | 2  | 18,7 | 36,0 | 31,9 | 74,1 | 1,9 | 0,9 | 0,8 | 0,2 | 9,1  |
| 2008-2009 | Sacramento Kings   | 24  | 1  | 19,4 | 44,4 | 35,7 | 78,3 | 2,0 | 1,5 | 0,8 | 0,3 | 10,3 |
| Carriera  | Carriera           | 249 | 39 | 20,2 | 43,1 | 36,8 | 74,1 | 2,0 | 1,3 | 0,7 | 0,2 | 10,0 |

## Palmarès
- McDonald's All-American Game (2002)
- Campione NCAA (2005)
- NCAA AP All-America Third Team (2004)